# Hydnophora

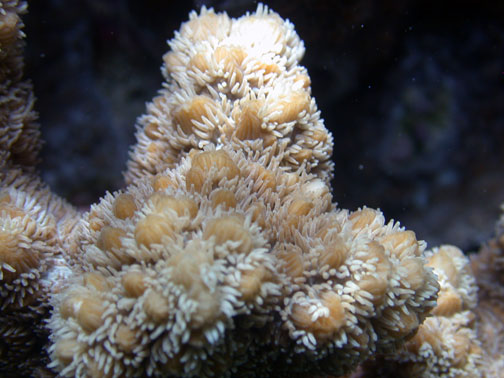
Hydnophora exesa exhibiendo los característicos montículos rodeados de tentáculos

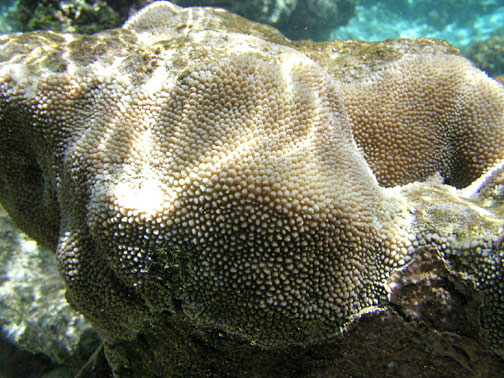
Hydnophora microconos en Samoa Americana

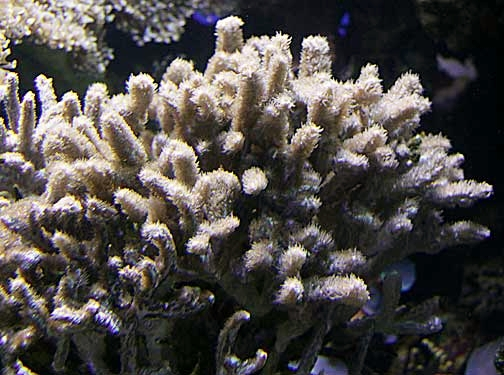
Hydnophora rigida, en el Parque nacional de Samoa Americana

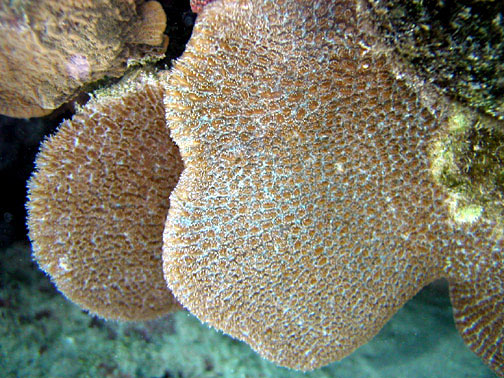
Hydnophora exesa en el Parque nacional de Samoa Americana

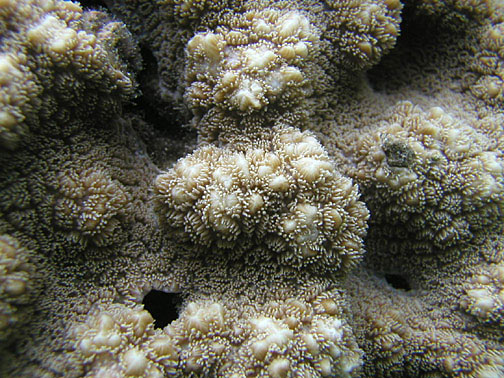
Hydnophora exesa, detalle de los coralitos y montículos de una colonia

Hydnophora es un género de corales  de la familia Merulinidae, orden Scleractinia.
Es un coral hermatípico, por lo que su esqueleto es macizo y contribuye a la formación de arrecifes.

## Especies
El Registro Mundial de Especies Marinas acepta las siguientes especies en el género, de las que la UICN valora sus estados de conservación:
- Hydnophora bonsai. Veron, 1990. Estado: En peligro A4c ver.3.1
- Hydnophora exesa. (Pallas, 1766). Estado: Casi amenazada ver.3.1
- Hydnophora grandis. Gardiner, 1906. Estado: Preocupación menor ver.3.1
- Hydnophora microconos. (Lamarck, 1816). Estado: Casi amenazada ver.3.1
- Hydnophora pilosa. Veron, 1985. Estado: Preocupación menor ver.3.1
- Hydnophora rigida. (Dana, 1846). Estado: Preocupación menor ver.3.1

## Morfología
Este género se caracteriza por unos montículos en su estructura esquelética, en forma de cono o pirámide, que se proyectan a la superficie de la colonia, formándose en la conjunción de los muros de los diferentes coralitos, o esqueletos individuales de los pólipos. Los montículos tienen entre 3 y 5 mm de alto, por entre 5 y 8 mm de diámetro; alcanzando en ocasiones los 20 mm de largo. Estos montículos se denominan "hydnophores" en inglés.
Las colonias son masivas, incrustantes o arborescentes, alcanzando en algunas especies un tamaño mayor a 1 m de diámetro.
Los tentáculos de los pólipos son cortos y rodean la base de cada montículo, habiendo un tentáculo por cada par de septos. En la mayoría de especies solo son visibles durante la noche, salvo en las especies H. exesa y H. pilosa, que también los expanden durante el día.
El color de los pólipos puede variar del crema al marrón o verde, tornándose al amarillo en algunas especies, cuándo la luz es insuficiente.

## Hábitat y distribución
Ubicándose en las laderas y lagunas protegidas del arrecife, en un rango de profundidad hasta los 40 m.
Su distribución geográfica comprende la costa oriental tropical africana, Madagascar, India, Mar de China Oriental y Meridional, Indonesia, Tailandia, Malasia, Filipinas, Japón, Vietnam, Nueva Guinea, norte y este de Australia, y hasta las islas del Pacífico central.

## Alimentación
Los pólipos contienen algas simbióticas mutualistas (ambos organismos se benefician de la relación) llamadas zooxantelas. Las algas realizan la fotosíntesis produciendo oxígeno y azúcares, que son aprovechados por los pólipos, y se alimentan de los catabolitos del coral (especialmente fósforo y nitrógeno). Esto les proporciona entre el 70% y el 95% de sus necesidades alimenticias, el resto lo obtienen atrapando plancton.

## Reproducción
Se reproducen tanto sexual como asexualmente. Asexualmente, mediante un proceso en el que cada pólipo se divide en dos o más pólipos hijos. Y sexualmente, liberando al agua, tanto huevos, como esperma, para que se fertilicen. Los huevos fertilizados se convierten en larvas plánulas que circulan en la columna de agua, antes de establecerse fijándose al sustrato y convirtiéndose en pólipos. El pólipo adherido secreta carbonato cálcico para construir su esqueleto o coralito, y, posteriormente se reproduce por gemación, dando origen a la colonia coralina.

## Mantenimiento
Como norma, las Hydnophoras son de los corales duros moderadamente difíciles de mantener. Necesitan niveles de luz altos, de hecho hay reportes que indican que los tubos fluorescentes T5 son insuficientes para su mantenimiento. Respecto a la corriente, se adapta bien a corrientes moderadas, preferentemente discontinuas.
Con independencia del resto de niveles de los parámetros comunes del acuario marino: salinidad, calcio, magnesio, dureza, etc., hay que mantener los fosfatos a cero y los nitratos a menos de 20 ppm. Algunos autores, con independencia de aditar oligoelementos (yodo, hierro, manganeso, etc.), recomiendan aditar estroncio hasta mantener un nivel de 10 ppm. Se recomiendan cambios de agua semanales del 5% del volumen del acuario.
Posee tentáculos barredores urticantes muy potentes, cargados de nematocistos, por lo que hay que respetar un perímetro de seguridad a su alrededor, en el caso de convivencia con otras especies.